# Otroške stvari
Otroške stvari je roman Lojzeta Kovačiča; izšel je leta 2003 pri Študentski založbi v knjižni zbirki Beletrina. Leta 2004 je bil nagrajen z Delovo nagrado kresnik.

## Vsebina
Roman popisuje avtorjevo otroštvo v švicarskem Baslu. Pripoved zajema čas od leta 1928, ki ga uvaja spomin na rojstvo, do leta 1939 oziroma do enajstega leta starosti, ko Kovačičeva družina prispe v ljubljansko predmestje ob Savi. Roman temelji na prepričljivo predstavljenih spominskih podobah s podrobnimi zarisi prostorov, v katere se vpletajo asociativni čutni prebliski. Zelo posebno je avtorjevo oblikovanje otrokovega miselnega in čutnega dojemanja, ki poteka med zelo zapleteno resničnostjo in zabrisanim fantazijskim doživetjem.
Roman se začne s spomini na življenje v »dojenčkovi košari«, sledi kratka retrospektiva v čas pred rojstvom, sledi pa dolg niz pripetljajev svojeglavega, neprilagodljivega, bistrega otroka Bubija, kot so ga klicali, in njegove družine. Pripoveduje o bolezni, o zdravilišču in šoli, ki sta za Bubija daleč najbolj mračni doživetji, o sporih v družini, ki jih je v socialno tako negotovem položaju ogromno, o mestu, ki je sovražno nastrojeno do tujcev, o nacizmu, ki je povod za vrnitev v očetovo domovino.    
Kovačičev Bubi išče v predmestnem svetu išče zavetje, ga oživlja v svoji zavesti in mu pripisuje čustva. Neskladje z odraslim svetom, ki ga otrok razume na zelo poseben način, ga potiska v osamo, hkrati pa ga postavlja pred izzive, ga sili v iskanje in v samosvoje odkrivanje otroško pristnih, naravnih spoznanj.